# Lepidopilidium corbieri
Lepidopilidium corbieri är en bladmossart som beskrevs av Cardot in Grandidier 1915. Lepidopilidium corbieri ingår i släktet Lepidopilidium och familjen Hookeriaceae. Inga underarter finns listade i Catalogue of Life.